# Вельке Госте
Вельке́ Госте — село в окрузі Бановці-над-Бебравою Банськобистрицького краю Словаччини. Станом на грудень 2015 року в селі проживало 569 людей.

## Населення
| Рік:            | 1994. | 2004.   | 2014.   | 2024.    |
| --------------- | ----- | ------- | ------- | -------- |
| Кількість осіб: | 559   | 552     | 586     | 520      |
| Різниця:        |       | -1,25 % | +6,15 % | -11,26 % |

| Рік:            | 2023. | 2024.   |
| --------------- | ----- | ------- |
| Кількість осіб: | 539   | 520     |
| Різниця:        |       | -3,52 % |